# Muscle pyramidal de l'abdomen
Pour les articles homonymes, voir pyramidal.
Le muscle pyramidal de l'abdomen est un muscle inconstant de la paroi antérieure de l'abdomen.

## Description
Le muscle pyramidal de l'abdomen est un petit muscle plat triangulaire de base inférieure.
Il est inclus dans la gaine du muscle droit de l'abdomen.
Il peut être absent d'un côté ou des deux côtés chez certaines personnes. Il peut également être doublé d'un côté ou de tailles non symétriques.

## Origine
Le muscle pyramidal de l'abdomen nait de la symphyse pubienne et du tubercule pubien.

## Trajet
Le muscle pyramidal de l'abdomen monte en dedans et en se rétrécissant.

## Terminaison
Le muscle pyramidal de l'abdomen se termine sur la ligne blanche à mi-chemin entre l'ombilic et la symphyse pubienne.

## Innervation
Le muscle pyramidal de l'abdomen est innervé par des branches du dernier nerf subcostal, du nerf ilio-hypogastrique et du nerf inguinal.

## Fonction
Le muscle pyramidal de l'abdomen est tenseur de la ligne blanche.

## Référence
- Livre Dr Si Salah Hammoudi appareil digestif édition 2010.